# Hombourg-Haut
Hombourg-Haut és un municipi francès, situat al departament del Mosel·la i a la regió del Gran Est. L'any 2007 tenia 8.048 habitants.

## Demografia

### Població
El 2007 la població de fet de Hombourg-Haut era de 8.048 persones. Hi havia 3.130 famílies, de les quals 847 eren unipersonals (266 homes vivint sols i 581 dones vivint soles), 990 parelles sense fills, 949 parelles amb fills i 344 famílies monoparentals amb fills.
La població ha evolucionat segons el següent gràfic:
Habitants censats

### Habitatges
El 2007 hi havia 3.645 habitatges, 3.241 eren l'habitatge principal de la família, 22 eren segones residències i 382 estaven desocupats. 1.422 eren cases i 2.213 eren apartaments. Dels 3.241 habitatges principals, 1.348 estaven ocupats pels seus propietaris, 1.485 estaven llogats i ocupats pels llogaters i 408 estaven cedits a títol gratuït; 14 tenien una cambra, 122 en tenien dues, 659 en tenien tres, 1.036 en tenien quatre i 1.410 en tenien cinc o més. 2.195 habitatges disposaven pel capbaix d'una plaça de pàrquing. A 1.563 habitatges hi havia un automòbil i a 1.123 n'hi havia dos o més.

### Piràmide de població
La piràmide de població per edats i sexe el 2009 era:
| Homes | Edats   | Dones |
| ----- | ------- | ----- |
| 0     | 95 o +  | 0     |
| 8     | 90 a 94 | 16    |
| 24    | 85 a 89 | 68    |
| 80    | 80 a 84 | 68    |
| 120   | 75 a 79 | 176   |
| 196   | 70 a 74 | 212   |
| 164   | 65 a 69 | 204   |
| 232   | 60 a 64 | 228   |
| 176   | 55 a 59 | 240   |
| 348   | 50 a 54 | 244   |
| 384   | 45 a 49 | 308   |
| 384   | 40 a 44 | 364   |
| 340   | 35 a 39 | 404   |
| 284   | 30 a 34 | 312   |
| 308   | 25 a 29 | 328   |
| 234   | 20 a 24 | 248   |
| 360   | 15 a 19 | 292   |
| 428   | 10 a 14 | 360   |
| 448   | 5 a 9   | 316   |
| 296   | 0 a 4   | 272   |

## Economia
El 2007 la població en edat de treballar era de 5.185 persones, 3.011 eren actives i 2.174 eren inactives. De les 3.011 persones actives 2.476 estaven ocupades (1.369 homes i 1.107 dones) i 535 estaven aturades (257 homes i 278 dones). De les 2.174 persones inactives 714 estaven jubilades, 530 estaven estudiant i 930 estaven classificades com a «altres inactius».

### Ingressos
El 2009 a Hombourg-Haut hi havia 3.083 unitats fiscals que integraven 7.706,5 persones, la mediana anual d'ingressos fiscals per persona era de 14.243 €.

### Activitats econòmiques
Dels 175 establiments que hi havia el 2007, 5 eren d'empreses extractives, 4 d'empreses alimentàries, 1 d'una empresa de fabricació de material elèctric, 6 d'empreses de fabricació d'altres productes industrials, 32 d'empreses de construcció, 43 d'empreses de comerç i reparació d'automòbils, 6 d'empreses de transport, 13 d'empreses d'hostatgeria i restauració, 2 d'empreses d'informació i comunicació, 3 d'empreses financeres, 8 d'empreses immobiliàries, 13 d'empreses de serveis, 24 d'entitats de l'administració pública i 15 d'empreses classificades com a «altres activitats de serveis».
Dels 58 establiments de servei als particulars que hi havia el 2009, 1 era una oficina de correu, 2 oficines bancàries, 1 funerària, 3 tallers de reparació d'automòbils i de material agrícola, 3 autoescoles, 5 paletes, 6 guixaires pintors, 8 fusteries, 4 lampisteries, 7 electricistes, 1 empresa de construcció, 6 perruqueries, 8 restaurants, 1 tintoreria i 2 salons de bellesa.
Dels 13 establiments comercials que hi havia el 2009, 1 era un hipermercat, 1 una botiga de més de 120 m², 6 fleques, 2 carnisseries, 2 botigues de mobles i 1 una joieria.

## Equipaments sanitaris i escolars
El 2009 hi havia 2 centres de salut i 2 farmàcies.
El 2009 hi havia 6 escoles maternals i 4 escoles elementals. Hombourg-Haut disposava d'un col·legi d'educació secundària amb 256 alumnes.

## Poblacions més properes
El següent diagrama mostra les poblacions més properes.